# SpaceIL
SpaceIL es una organización israelí, establecida en 2011, que competía en el Google Lunar X Prize (GLXP) para aterrizar una nave espacial en la Luna.
El concurso se declaró desierto, pero de todas formas SpaceIL lanzó la nave espacial y el vehículo de aterrizaje, Beresheet, a fines de febrero de 2019. Fue la primera nave espacial israelí en viajar más allá de la órbita terrestre y, si la misión hubiera concluido con éxito, Beresheet hubiera sido "el primer vehículo de aterrizaje privado en la Luna".
El equipo de SpaceIL se formó como una organización sin fines de lucro que desea promover la educación científica y tecnológica en Israel. Su presupuesto total se estimó en US$ 95 millones, proporcionado principalmente por filántropos y la Agencia Espacial de Israel (ISA).

## Historia
SpaceIL comenzó como parte del Premio Google Lunar X, que ofreció US$ 30 millones (£ 23 millones) en premios para inspirar a las personas a desarrollar métodos de exploración espacial robótica a bajo costo. La entrada fue única entre los contendientes de GLXP, ya que en lugar de construir un rover con orugas o con ruedas, SpaceIL planeaba cumplir con el requisito de viajar 500 metros en la superficie lunar haciendo que el módulo de aterrizaje "salte" de su lugar de aterrizaje a otro sitio a 500 metros de distancia utilizando propulsión de cohetes.
En abril de 2014, el filántropo estadounidense Sheldon Adelson donó US $ 16.4 millones al proyecto, y en junio de 2017, la Agencia Espacial Israelí (ISA) anunció una donación de 7.5 millones de ILS adicionales, después de haber donado 2 millones de ILS en años anteriores.
En agosto de 2017, Google Lunar XPrize anunció una prórroga del plazo para el concurso de premios hasta el 31 de marzo de 2018. El concurso terminó sin un ganador, pero SpaceIL continuó la misión.
Para junio de 2017, la nave espacial lander estaba en proceso de integración y prueba, y para enero de 2019, la prueba estaba terminada.
En noviembre de 2017, SpaceIL anunció que necesitaban US$ 30 millones para finalizar el proyecto. Morris Kahn renunció a la presidencia del consejo y prometió US$ 10 millones si la organización puede recaudar los US$ 20 millones adicionales. El director ejecutivo actual es Ido Anteby, y el presidente de SpaceIL sigue siendo Morris Kahn. A partir de julio de 2018, el proyecto ha costado aproximadamente US$95 millones.

### Fundadores y simpatizantes
Los fundadores del equipo son: Yariv Bash, ex-ingeniero en electrónica y computación en el Centro Interdisciplinario de Herzliya, y actualmente Director ejecutivo de Flytrex; Kfir Damari, profesor y emprendedor de redes informáticas.; y Yonatan Winetraub, ex ingeniero de sistemas satelitales en Israel Aerospace Industries, y actualmente candidato a doctor en biofísica en Stanford. Morris Kahn es el presidente del consejo y donante de 27$ millones de dólares estadounidenses al proyecto.
El equipo cuenta con el apoyo técnico de la Agencia Espacial de Israel (ISA), Israel Aerospace Industries, Rafael Advanced Defense Systems y Elbit Systems. SpaceIL también cuenta con el apoyo de instituciones educativas, entre ellas el Instituto Tecnológico de Israel - Technion, la Universidad de Tel Aviv, el Instituto Weizmann de Ciencia, y la Universidad Ben-Gurión del Néguev.
Después de construir el módulo de alunizaje Beresheet, su contratista principal, Israel Aerospace Industries, está contemplando las posibilidades comerciales de construir varios módulos de aterrizaje similares.
Los fundadores del equipo declararon que si hubieran ganado la competencia, el dinero habría sido donado para propósitos educativos.

## Lanzamiento planeado
En octubre de 2015, SpaceIL firmó un contrato para un lanzamiento desde Cabo Cañaveral en Florida en un SpaceX Falcon 9 a través de Spaceflight Industries. Fue lanzado el 21 de febrero de 2019 como carga útil secundaria, junto con el satélite de telecomunicaciones PSN-6.
El vehículo de aterrizaje de 585 kilogramos, anteriormente conocido como Gorrión, fue nombrado oficialmente Beresheet (hebreo: בְּרֵאשִׁית, "Genesis") en diciembre de 2018. Una vez que Beresheet alcanzó la órbita de la Tierra, se separó del lanzador Falcon 9, y después de varias órbitas alrededor de la Tierra, la nave espacial modificó lentamente la órbita. La elevación de la órbita tomó 2.5 meses antes de alcanzar el área de influencia de la Luna. Una vez allí, la nave realizó maniobras para ser capturada en una órbita lunar y giró alrededor de la Luna entre 2 semanas y 1 mes. En la órbita derecha alrededor del sitio de aterrizaje, se desaceleró para un suave aterrizaje en la superficie lunar. No obstante el sistema de comunicaciones falló poco antes de alunizar, por lo que la misión -de muy meritorio desempeño general- no alcanzó este último objetivo.

## Sitio de aterrizaje planeado
El lugar de aterrizaje previsto está en el norte de Mare Serenitatis, y la zona de aterrizaje tiene unos 15 km de diámetro.

## Beresheetlander
- Dimensiones: alrededor de 2 m de diámetro y 1,5 m de altura.[27]
- Masa: 585 kg en el lanzamiento; Aproximadamente 400 kg de esa masa es propelente.[27]
- Carga útil de la ciencia:
  - Magnetómetro, por el Instituto de Ciencias Weizmann.
  - Conjunto de retrorreflectores láser, por el Centro de vuelo espacial Goddard de la NASA[28][29]
- Tiempo de operación: Aprox. 2 días en la superficie lunar,[14] ya que no tiene control térmico y se espera que se sobrecaliente pronto.[30]

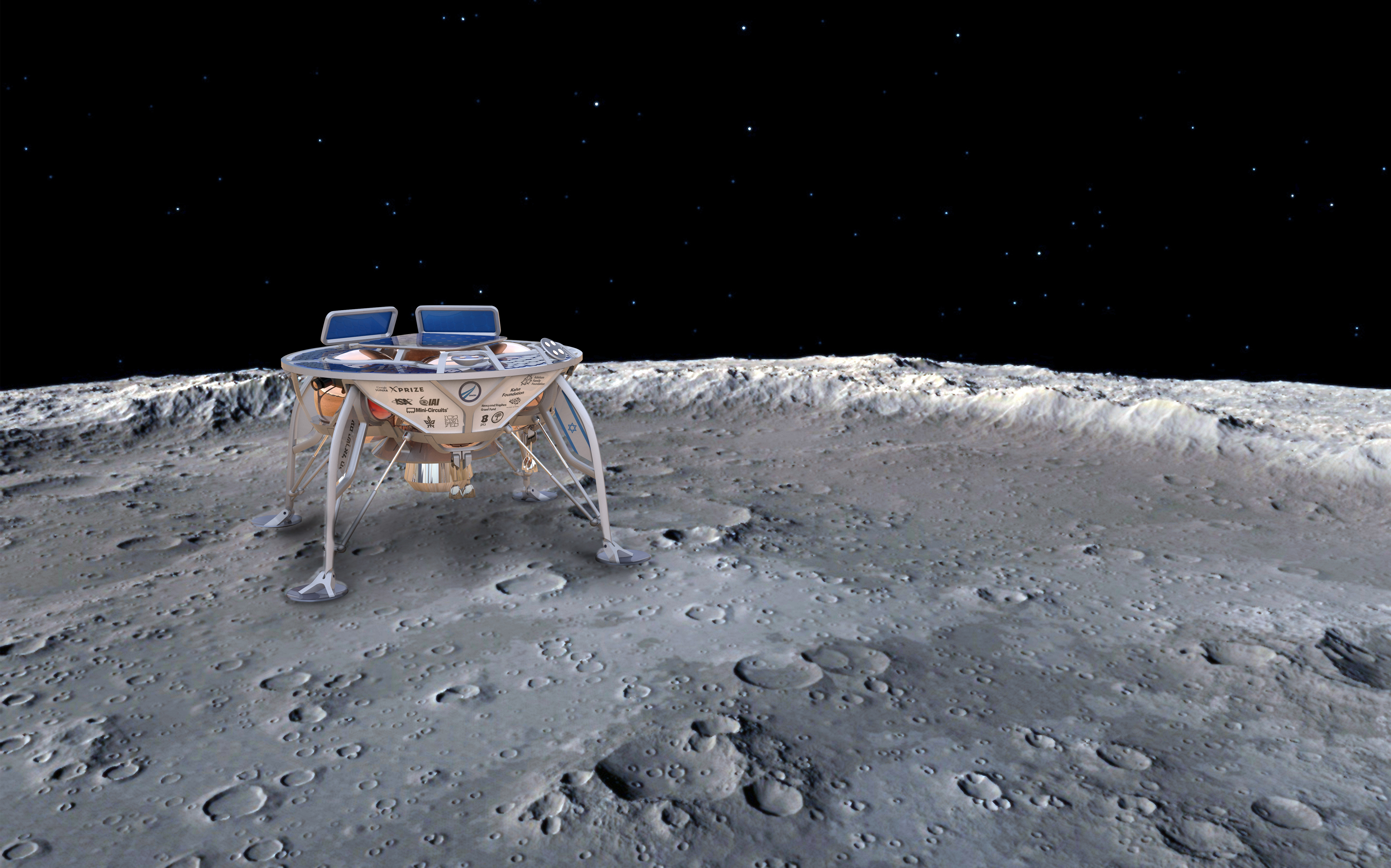
Concepto artístico de Beresheet sobre la superficie lunar
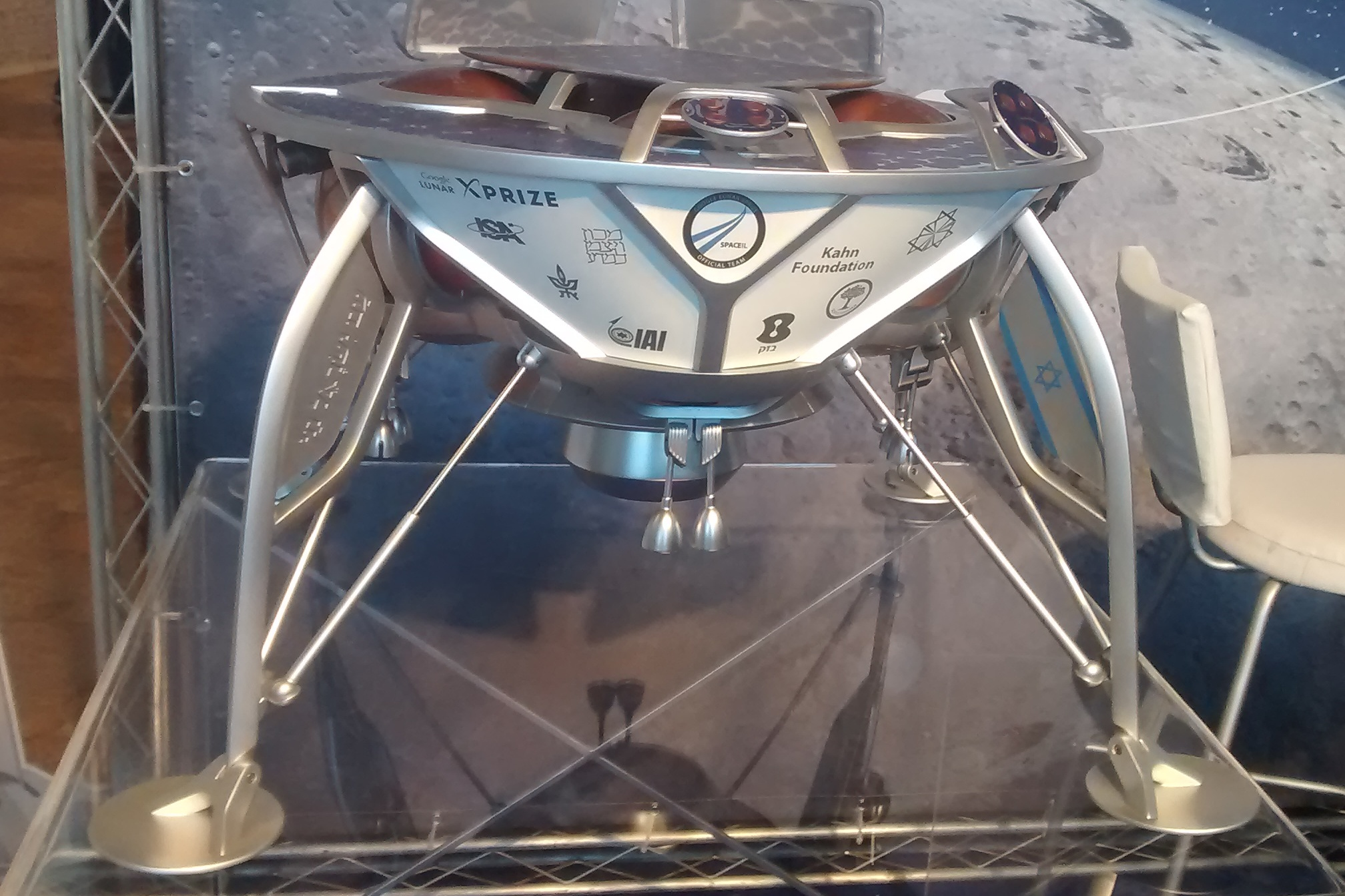
Un modelo de la nave espacial Beresheet, inicialmente llamada Gorrión, se presentó en la 66ª reunión del IAC en octubre de 2015